# معقوفة منجلية
معقوفة منجلية (الاسم العلمي:Falcatifolium falciforme) هي نوع من النباتات تتبع جنس المعقوفة من الفصيلة المعلاقية.